# Clase Hobart
La clase Hobart, conocida durante su fase de diseño como destructor antiaéreo australiano o proyecto MAR 4000 (SEA 4000), es una clase de tres destructores, los cuales entraron en servicio con la Armada Real Australiana (RAN) a partir de 2017.
Los buques de esta clase derivan de las fragatas españolas de la clase Álvaro de Bazán, también conocidas como F100, más concretamente del diseño de la  Cristóbal Colón (F-105) y está siendo desarrollada por la Alianza del Destructor Antiaéreo (Air Warfare Destroyer Alliance), la Organización de Material y Pertrechos de Defensa (Defence Materiel Organisation), ASC y Raytheon Australia, en asociación con Navantia. El 70% de los trabajos de construcción está subcontratado a BAE Systems Australia y al grupo Forgacs.

## El programa del destructor antiaéreo australiano
En el libro blanco de defensa del año 2000 se declaraba que la RAN reemplazaría a las fragatas de la clase Adelaida con tres destructores antiaéreos, bajo el proyecto MAR 4000 de 2014. Estos buques realizarán el rol de defensa aérea lo mismo que hacían los destructores de la clase Perth retirados; el jefe de la Armada los describe con la capacidad clave de proveer "una 'burbuja' de protección sobre cualquier área en la que estén operando", en la que cualquier misil o avión hostil será detectado y derribado por los sistemas de combate del buque. El consorcio responsable describe los barcos como capaces de detectar aviones enemigos "a una distancia de más de 150 kilómetros". Los barcos complementarán a las fragatas de la clase Anzac.

### Licitación
En agosto de 2005, el Gobierno australiano anunció que Gibbs & Cox era el 'diseñador preferido' para el Destructor Antiaéreo (AWD), con un diseño derivado de la clase Arleigh Burke. La F100, diseñada por Navantia, se mantuvo en la competición como alternativa oficial para el diseño del Burke.
El ministro australiano de Defensa anunció el 20 de enero de 2006 que los Destructores Antiaéreos serían llamados Hobart, Brisbane y Sídney. Se propuso en la edición de octubre-diciembre de la revista de la Liga de la Armada Australiana, 'La Armada', que se adquiriría un cuarto Destructor Antiaéreo (AWD) llamado Melbourne, para mejorar las capacidades de la RAN y mantener los astilleros australianos y a los ingenieros navales empleados.
En mayo de 2006, el programa AWD pasó a un proceso de selección competitiva, con la F100 española. En marzo de 2007 los medios de comunicación indican que la oferta de la F100 está "por delante en precio, riesgo y entrega programada en comparación con el diseño modificado ofrecido por Gibbs & Cox", aunque el jefe de la RAN, Vicealmirante Russ Shalders, declaró que creía que el diseño modificado Arleigh Burke proporcionaría a la RAN una mayor capacidad a largo plazo. Más informes en abril indicaron que la evaluación de la licitación realizada por el departamento de defensa concluyó que la propuesta de la F100 era superior a la propuesta de Gibbs & Cox "en todos los criterios claves", siendo los diseños españoles significativamente más baratos y de menor riesgo que el diseño estadounidense. El Comité de Seguridad Nacional del Gabinete australiano anunció su decisión final sobre el diseño y el número de buques a construir el 20 de junio de 2007, seleccionando el diseño de la F100.

### Estadísticas comparativas

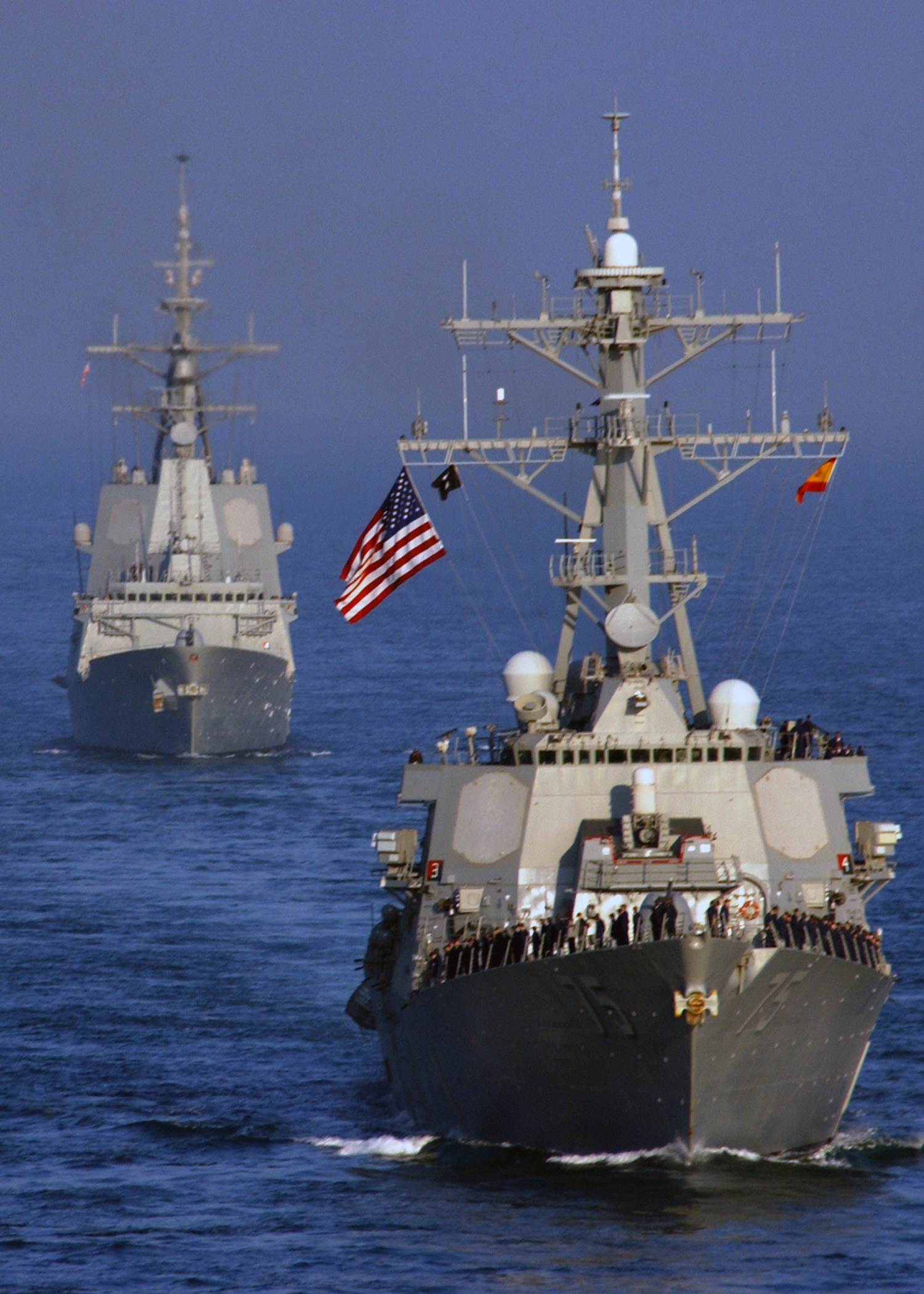
Destructor de la clase Arleigh Burke (delante) con una fragata clase F100 (detrás)

Un artículo en la edición de febrero de 2007 de la Revista de Defensa Australiana proporcionó las siguientes estadísticas sobre los dos diseños competidores.
|                              | F100                                                     | Derivado clase Burke                                       |
| ---------------------------- | -------------------------------------------------------- | ---------------------------------------------------------- |
| Eslora                       | 146,7 m                                                  | 148 m                                                      |
| Manga                        | 18,6 m                                                   | 21,3 m                                                     |
| Desplazamiento (toneladas)   | 5800                                                     | 6250                                                       |
| Velocidad máxima             | Aprox. 29 nudos (54 km/h; 33 mph)                        | Aprox. 29 nudos (54 km/h; 33 mph)                          |
| Autonomía                    | 4800 nmi (8900 km; 5500 mi) a 18 nudos (33 km/h; 21 mph) | 5500 nmi (10 200 km; 6300 mi) a 18 nudos (33 km/h; 21 mph) |
| Tripulación                  | 180                                                      | 220                                                        |
| Sistema de combate principal | Aegis                                                    | Aegis                                                      |
| Número de celdas del VLS     | 48                                                       | 90                                                         |
| Canales de control de fuego  | 2                                                        | 3                                                          |
| Misiles Harpoon              | 8                                                        | 8                                                          |
| Torpedos                     | 12                                                       | 12                                                         |
| Cañón principal              | 1 cañón de 127 mm automático                             | 1 cañón de 127 mm automático                               |
| CIWS                         | 2mk38 (la f105)                                          | 2                                                          |
| Helicópteros                 | 1 Seahawk                                                | 2 Seahawk/NH-90                                            |

### Construcción
Los buques de 6250 toneladas serán construidos por la Corporación de Submarinos Australianos (ASC), en Osborne, Australia del Sur. La Alianza AWD había subcontratado originalmente el 70% de la construcción de los destructores a NQEA y el grupo FORGACS.
Sin embargo, el 29 de junio de 2009, el trabajo asignado a NQEA fue trasladado a BAE Systems Australia debido a que era incapaz de cumplir sus obligaciones financieras con el proyecto.
Los barcos contarán con el radar y sistema de combate Aegis, integrado por parte de Raytheon Australia y la Organización de Material y Pertrechos de Defensa. El HMAS Hobart estaba programado para ser entregado en octubre de 2013, el HMAS Brisbane en 2015 y el HMAS Sydney en 2017. El costo del proyecto, según informes de prensa, se estima en "al menos" unos 8000 millones de dólares, aunque no está claro qué elementos se incluyen en la cifra.
Cada destructor estará compuesto por 31 bloques prefabricados, con un promedio de 200 toneladas de peso cada uno y con dimensiones medias de 15 por 12 por 9 metros (49 por 39 por 30 ft). En abril de 2010, el departamento de defensa australiano anunció que la "plena producción de los bloques del casco para los destructores antiaéreos clase Hobart, se realizará en tres astilleros: ASC en Adelaida, BAE Systems en Melbourne y Forgacs en Newcastle". ASC fue responsable de las superestructuras delanteras de los barcos (27 bloques en total), Forgacs para la fabricación del resto de la superestructura (30 bloques) y BAE para los cascos de los barcos (36 bloques). Sin embargo, en octubre, se encontró que el bloque de quilla central de 20 por  17 metros (66 por 56 pies) fabricado por BAE para el Hobart estaba distorsionado, haciéndolo incompatible con las otras secciones del casco. Se desconoce la causa de los errores de fabricación: BAE culpa a errores en los planos de Navantia, el diseñador, mientras que los otros dos astilleros de la Alianza AWD no han experimentado problemas similares y creen que la causa es que es el primero de su clase en fabricarse y ha habido errores por culpa de la inexperiencia de BAE Australia. El retraso en rehacer el bloque de la quilla se estima en alrededor de seis meses. A finales de mayo de 2011, el Gobierno anunció que el retraso en la construcción del Hobart ha aumentado entre uno y dos años y querían reducir la carga de trabajo de BAE, que también es responsable del trabajo de la superestructura de los barcos anfibios de la clase Canberra, mediante la redistribución de los 13 bloques del casco de los dos primeros buques a los otros dos astilleros navales. Además, los tres bloques que contienen el sonar de casco de cada destructor están siendo ensamblados por Navantia en España y el Reino Unido, con la posibilidad de que los bloques de los otros dos cascos se asignen a los astilleros españoles, encargándose en mayo a Navantia los cinco bloques de la zona de máquinas del segundo buque de la clase, comenzándose estos el 18 de septiembre de 2011.
Navantia entregó en Australia el bloque correspondiente al sonar y la cúpula del mismo del primero de los buques en enero de 2013 Al mismo tiempo, se recibieron en Australia los juegos de turbinas de los tres buques.
El primero de los buques, el HMAS Hobart fue botado el 23 de mayo de 2015, y el HMAS Brisbane lo fue el 15 de diciembre de 2016.
El último de los buques, el HMAS Sydney, fue entregado a la Armada Australiana el 3 de marzo de 2020.

## Especificaciones indicativas

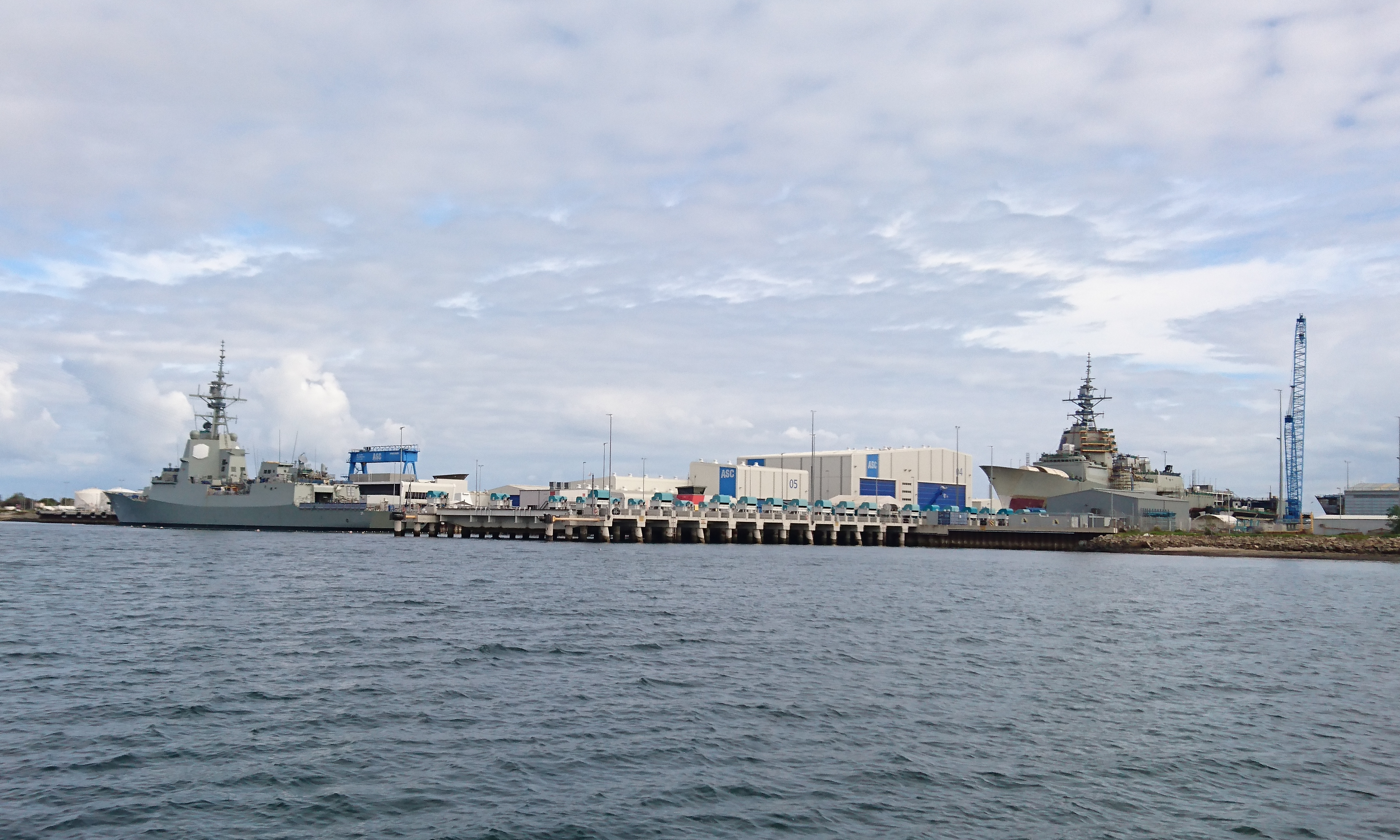
El HMAS Hobart en el fase de construcción a flote y el HMAS Brisbane en construcción en grada

### Barcos
Basado en datos de buques similares, se puede estimar que el AWD desplaza aproximadamente 5800 toneladas, con un complemento de aproximadamente 200.
El armamento de los buques probablemente será similar a los actuales buques Aegis en servicio y en construcción. Habrá un sistema de lanzamiento Vertical (probablemente el Mk 41), con 48 celdas, que serán capaces de disparar misiles tierra-aire SM-2, misiles de defensa de punto evolucionado Sea Sparrow y misiles de crucero Tomahawk. Según el Libro Blanco de Defensa de 2009 los barcos llevará el SM6 tierra-aire así como misiles de crucero capaces de atacar a una distancia de 400 km o más. El Mk 41 VLS está actualmente instalado en la clase Anzac y la clase Adelaida. Además, es probable que los barcos instalen el misil antibuque Harpoon utilizando los lanzadores box estándar. Como con todos los buques de guerra moderna, se instalará un cañón de medio calibre (probablemente 5 pulgadas/127 mm); no hay ninguna confirmación todavía sobre la instalación de un CIWS o de otro armamento antiaéreo o antimisil cercano. Sin embargo, dado que la mayoría de los buques del mismo tipo equipan al menos un emplazamiento CIWS, puede presumirse que estos barcos también lo llevarán. Los buques también serán compatibles con 'futuras tecnologías', reservando espacio disponible para nuevos desarrollos de armas que puedan instalarse en el futuro. Habrá una cubierta de vuelo y hangar capaz de operar helicópteros y UAV’s, aunque también habrá espacio suficiente para destacamentos de tropas de combate y fuerzas especiales.
En noviembre de 2006, la Comisión de investigación del Gobierno australiano decidió que los AWDs deben de tener capacidades contra misiles antibalísticos.
El 4 de mayo de 2009, la Alianza AWD ha anunciado que ha firmado otros dos contratos para la provisión de los elementos del sistema de combate de los tres destructores de la clase Hobart. La Alianza ha firmado un contrato por 40 millones de dólares con Raytheon Missile Systems, USA para la provisión de un sistema CIWS Phalanx Block 1B con capacidad de defensa aérea de muy corto alcance y con Adelaida Babcock Strachan y Henshaw Australia para la adquisición de los tubos lanzatorpedos Mk 32 Mod 9 (SVTT) por 10 millones de dólares.

### Sensores y sistemas de combates
Aunque se describió como un "destructor antiaéreo" con la función principal de proveer defensa aérea, el sistema de combate Aegis es un sistema polivalente capaz de detectar objetivos en el aire, superficie y submarinos. En consecuencia, el AWD es mucho más buque multipropósito que su predecesor de la clase Perth. Además de Aegis, tendrá sensores submarinos, como el sonar, que pueden detectar minas y obstáculos. Debido a las capacidades proporcionadas por el AWD, tendrá la capacidad de servir como buque insignia de un grupo de combate.  Australia ha comenzado a adquirir diversas armas y equipamiento tecnológico para este destructor que le permitan participar en la defensa contra misiles balísticos, un esfuerzo de los Estados Unidos y otras naciones para crear una defensa con el uso de buques contra los misiles balísticos. La selección de los sistemas de guerra electrónica de ITT Corporation y el Instituto de investigación Southwest fue anunciada por el departamento de defensa australiano el 14 de abril de 2010.

## Buques
| Nombre        | Numeración | Astillero | Botado                  | En servicio              | Estado      |
| ------------- | ---------- | --------- | ----------------------- | ------------------------ | ----------- |
| HMAS Hobart   | DDGH 39    | ASC       | 23 de mayo de 2015      | 23 de septiembre de 2017 | En servicio |
| HMAS Brisbane | DDGH 41    | ASC       | 15 de diciembre de 2016 | 27 de octubre de 2018    | En servicio |
| HMAS Sydney   | DDGH 42    | ASC       | 19 de mayo de 2018      | 3 de marzo de 2020       | En Servicio |

### Buques similares
- Clase Álvaro de Bazán
- Clase Fridtjof Nansen
- Clase Sachsen